# 오스트레일리아 그랑프리
오스트레일리아 그랑프리(Australian Grand Prix)는 오스트레일리아에서 한 해에 한 번 개최되는 모터 레이스이다. 오스트레일리아 그랑프리는 오스트레일리아에서 개최되는 가장 오래된 모터 레이스 경기 중 하나이며, 1928년 필립스 아일랜드에서 첫 경주를 시작한 이후로 86회 개최되었다. 1985년 이후로 이 그랑프리는 포뮬러 원 월드 챔피언십의 라운드가 되었다.

## 같이 보기
- 앨버트 파크 서킷